# Сальчито
Сальчито, Сальчіто (італ. Salcito) — муніципалітет в Італії, у регіоні Молізе,  провінція Кампобассо.
Сальчито розташоване на відстані близько 170 км на схід від Рима, 24 км на північний захід від Кампобассо.
Населення — 692 особи (2014).
Щорічний фестиваль відбувається 14 червня. Покровитель — San Basilio Magno.

## Демографія
Населення за роками:

Станом на 1 січня 2023 року в муніципалітеті офіційно проживало 16 іноземців з 6 країн, серед них 10 громадян країн Євросоюзу.

## Сусідні муніципалітети
- Баньолі-дель-Тріньо
- Чивітанова-дель-Санніо
- Фоссальто
- П'єтракупа
- Поджо-Санніта
- Сан-Б'язе
- Сант'Анджело-Лімозано
- Ск'яві-ді-Абруццо
- Тривенто